# Crataegus macrocarpa
Crataegus macrocarpa är en rosväxtart som beskrevs av Johannes Jacob Hegetschweiler. Crataegus macrocarpa ingår i Hagtornssläktet som ingår i familjen rosväxter. Inga underarter finns listade i Catalogue of Life.